# Río Bravo (ort i Guatemala, Departamento de Suchitepéquez)
Río Bravo är en ort i Guatemala.   Den ligger i departementet Departamento de Suchitepéquez, i den sydvästra delen av landet, 90 km väster om huvudstaden Guatemala City. Río Bravo ligger 149 meter över havet och antalet invånare är 7 568.
Terrängen runt Río Bravo är platt åt sydväst, men åt nordost är den kuperad. Runt Río Bravo är det ganska tätbefolkat, med 111 invånare per kvadratkilometer. Närmaste större samhälle är Chicacao, 14,8 km norr om Río Bravo. Omgivningarna runt Río Bravo är en mosaik av jordbruksmark och naturlig växtlighet.